# 紀元前708年
紀元前708年（きげんぜん708ねん）は、西暦（ローマ暦）による年。紀元前1世紀の共和政ローマ末期以降の古代ローマにおいては、ローマ建国紀元46年として知られていた。紀年法として西暦（キリスト紀元）がヨーロッパで広く普及した中世時代初期以降、この年は紀元前708年と表記されるのが一般的となった。

## 他の紀年法
- 干支 : 癸酉
- 中国
  - 周 - 桓王12年
  - 魯 - 桓公4年
  - 斉 - 釐公23年
  - 晋 - 小子侯2年
  - 秦 - 寧公8年
  - 楚 - 武王33年
  - 宋 - 荘公3年
  - 衛 - 宣公11年
  - 陳 - 桓公37年
  - 蔡 - 桓侯7年
  - 曹 - 桓公49年
  - 鄭 - 荘公36年
  - 燕 - 宣侯3年
- 朝鮮
  - 檀紀1626年
- ユダヤ暦 : 3053年 - 3054年

## できごと

### 中国
- 曲沃の武侯が韓万に命じて晋の哀侯を殺させた。
- 秦軍が芮に侵入して、敗れた。
- 周と秦の軍が魏を包囲し、芮伯万を捕らえて凱旋した。

## 死去
- 晋の哀侯